# Джомолунгма
Джомолу́нгма (тиб. ཇོ་མོ་གླང་མ, кит. трад. 珠穆朗瑪峰, упр. 珠穆朗玛峰, пиньинь Zhūmùlǎngmǎ fēng, палл. Чжумуланма фэн; непальск. सगरमाथा сагарма́тха) или Эвере́ст (англ. Mount Everest) — высочайшая вершина Земли (8848,86 м) на китайско–непальской границе. Часть горного хребта Махалангур-Химал. Как высочайшая гора планеты впервые определена в 1852 году. На вершину совершено свыше 12 тысяч восхождений.

## Названия и этимология
Первая карта Тибета была выпущена в 1719 году по результатам разведки, проведённой ламами Curqin Zangbu и Lanben Zhainba в 1712—1717 годах по указанию императора Китая. На европейской копии карты, составленной де Анвилем, место, примерно соответствующее расположению горы, именовалось Tchoumou Lancma', при том, что оригинальная китайская идеограмма звучала как Jumu Langma Alin[уточнить]. В Индийском обозрении 1846—47 годов гора именовалась Дискавери, Пик-B, Пик-H и Пик-XV.

### Гора Эверест
В британской географической сводке 1849 года была сделана попытка сохранить местные оригинальные названия, когда это было возможно (как произошло, например, с Канченджанга и Дхаулагири). Тем не менее Эндрю Скотт Во, руководитель геодезической службы Британской Индии, утверждал, что не смог найти общепринятого местного названия, и что его поиски были затруднены непальской и тибетской политикой недопущения иностранцев. Во настаивал, что, поскольку существует множество местных названий, трудно отдать предпочтение одному из них, и поэтому он решил, что Пик-XV должен быть назван в честь британского геодезиста Джорджа Эвереста, его предшественника на посту генерального геодезиста Индии. Сам Эверест был против такой чести и заявил Королевскому географическому обществу в 1857 году, что название «Эверест» физически не может быть написано на хинди и не может быть произнесено коренными жителями Индии. Несмотря на возражения Эвереста, предложенное Во название победило, и Королевское географическое общество официально приняло название «Эверест» в 1865 году. При этом сам Джордж Эверест не только не был первооткрывателем Эвереста — за свою жизнь он даже никогда не видел гору, а современное произношение Эвереста (/ˈɛvərɪst/) отличается от произношения фамилии сэра Джорджа (/ˈiːvrɪst/, Иврест).

### Джомолунгма
До конца XIX века в Индийском обозрении фигурировали также такие названия горы, как Jomokangar, Jhomogangar, Chamokankar, Deodangar, Bhirab Langur, Bharab Than, Nyanam, Chingopamari V Gualham и другие, но в отсутствие доказательств, что именно они являются местным названием Эвереста, ни одно из них не рассматривалось всерьёз географической наукой. Первым исследователем из Индийского обозрения, посетившим окрестности Эвереста с Непальской стороны стал Натха Сингх, он же впервые услышал название Chholungbif. В декабре 1920 года сотрудник британского представительства Чарльз Белл, улаживавший вопросы организации первой британской экспедиции на Эверест, помимо «добра» от Далай-ламы получил пергамент, на котором на тибетском языке было написано предложение, часть которого звучала как «…монастыря страны птиц юга — Лхо Ча-Мо-Лунг (… Monastery is the bird country of the south, Lho Cha-Mo Lung)». Позднее в Лхасе один из секретарей Далай-ламы пояснил ему, что Cha-Mo Lung — сокращённое название Cha-Dzi-Ma-Lung-Ma, а Lho — просто обозначение юга. В пермите, выданном официальными властями Тибета первой британской экспедиции на Эверест, также фигурировало название Chha-Mo-Lung Ma, это же название использовалось и в пермитах 1922, 1933 и 1936 годов. Современное название утвердилось в географической науке в 1960-х годах. В различных вариантах перевода с тибетского языка, по утверждению Белла, название может интерпретироваться как «Божественная Мать Земли» или «Божественная Мать Ветра». У шерпов в простонародье название горы интерпретируется как «Гора, над которой не могут пролететь птицы». Непальское название — Сагарма́тха (непальск. सगरमाथा) — впервые появилось также в 1960-х годах в ходе демаркации границы Непала и Китая, которая проходит по вершине.
В переводе с тибетского языка Чомолангма (ཇོ་མོ་གླང་མ) означает «Божественная (ཇོ་མོ) Мать (མ) жизненной энергии (གླང)». Гора названа так в честь бонской богини Шераб Чжаммы (Sherab «мудрейшая», Cham-ma «любящая мать»), олицетворяющей материнскую энергию. Другое тибетское название вершины — Чомогангкар (ཇོ་མོ་གངས་དཀར) — «Святая Мать, белая, как снег».
Официальная китайская транскрипция и также название — Чжумуланма фэн (кит. трад. 珠穆朗瑪峰, упр. 珠穆朗玛峰, пиньинь Zhūmùlǎngmǎ fēng). Хотя исторически использовались и другие китайские названия, включая Шэнмуфэ́н (кит. трад. 聖母峰, упр. 圣母峰, пиньинь Shèngmǔ fēng «вершина святой матери»), но эти названия были постепенно отменены когда в мае 1952 года министерство гражданской администрации КНР издало указ о введении единого названия .

## География и геология

Расположение Эвереста в Гималаях

Вершина находится в Гималаях в хребте Махалангур-Химал, по которому проходит граница Непала и Тибетского автономного района (Китай).
Эверест имеет форму трёхгранной пирамиды, южный склон более крутой. На южном склоне и рёбрах снег и фирн не удерживаются, вследствие чего они обнажены. Высота Северо-восточного плеча — 8393 м. Высота от подножия до вершины — около 3550 м. Вершина состоит в основном из осадочных отложений. В ясную погоду с вершины открывается вид примерно на 370 километров вокруг, охватывая территорию в 250 тысяч км². Однако её высоты недостаточно, чтобы увидеть, что Земля круглая.
С юга Эверест соединяется перевалом Южное седло (7906 м) с Лхоцзе (8516 м), называемой иногда Южной вершиной. С севера круто спадающее остро заточенное Северное седло (7020 м) соединяет Эверест с Северной вершиной — Чангзе (7553 м). На восток круто обрывается непроходимая восточная стена Кангшунг (3350 м). С массива во все стороны стекают ледники, оканчивающиеся на высоте около 5000 м.
Джомолунгма частично входит в состав национального парка Сагарматха (Непал).
В геологическом плане гора сложена тремя различными комплексами пород. Верхние 200 метров горы у самой вершины состоят из слоев морских пород ордовикского возраста (около 450 миллионов лет): известняков и перекристаллизованных доломитов с прослоями алевролитов. В породах находят окаменевшие раковины остракод и брахиопод, остатки трилобитов и криноидей, а также биопленки цианобактерий. В интервале высот от 7000 до 8600 метров, находится формация, состоящая из деформированных во время надвиговых процессов филлитов и сланцев с небольшой долей мраморов. Все эти породы — метаморфические. Они образовались в результате переработки при высоких температурах и давлении глубоководного флиша — комплекса осадочных пород (аргиллитов, песчаников и известняков), накопившихся в раннем и среднем кембрии (490—500 миллионов лет). Предполагается, что морские отложения накопились на континентальном шельфе Индии до того, как она столкнулась с Азией. При столкновении они деформировались и частично подверглись метаморфизму — перекристаллизации с изменением минерального состава и структуры. Ниже абсолютной отметки 7000 метров, в основании горы, лежит формация, состоящая из метаморфических сланцев и гнейсов раннекембрийского и протерозойского возраста (более 500 миллионов лет), прорванных многочисленными горизонтальными и вертикальными телами гранитов мощностью от 1 см до 1500 м. Они являются частью пояса олигоцен-миоценовых интрузивных пород, известных как верхнегималайские лейкограниты, которые образовались в результате частичного плавления нижней части Индостанской плиты, погрузившейся под Евразийскую во время субдукции 24—20 миллионов лет назад.
Само образование Джомолунгмы могло начаться около 55 миллионов лет назад.

## Климат
Средняя дневная температура на вершине Джомолунгмы в июле около −19 °C, в январе около −36 °C (и может понижаться до −60 °C). Поскольку высота вершины находится почти на нижней границе высотного струйного течения, довольно характерны внезапные штормы с порывами ветра вплоть до 160 км/ч. Осадки выпадают в виде снега во время летнего муссона, продолжающегося с конца мая до середины сентября.

## Измерения высоты

3D-анимация Джомолунгмы и окружающего ландшафта

Первым определившим, что Джомолунгма является высочайшей вершиной на Земле, стал индийский математик и топограф Радханат Сикдар. В 1852 году на основе тригонометрических расчётов и компиляции данных, полученных в результате не менее шести обсерваций, он пришёл к выводу, что Пик-XV является высочайшим на Земле, а не Канченджанга, как считалось до этого. Им же была вычислена приблизительная высота восьмитысячника, которая составила ровно 29 000 футов (8839 м), к которой руководитель геодезической службы Британской Индии Эндрю Во — преемник Джорджа Эвереста, добавил пару футов, чтобы расчёты Сикдара не выглядели как «округлённые». Результаты вычислений Сикдара были официально опубликованы в марте 1856 года.
Спустя 100 лет, в 1952—1954 годах индийскими топографами были проведены повторные измерения высоты вершины, и в 1955 году географической наукой была повсеместно принята её высота в 29 028 футов (8848 м) над уровнем моря.
23 июля 1975 года правительство КНР на основе комплексных измерений китайской экспедиции этого года опубликовало значение высоты вершины в 8848,13 м (за минусом снежного покрова глубиной 0,92 м). Итальянские изыскания 1987 года показали высоту 29 108 футов (8872 м). В 1992 году итальянцы с использованием GPS и технологии лазерных измерений получили истинную высоту 8846 м (за вычетом двухметровой высоты снежно-ледовой вершинной «шапки»). Методология всех этих измерений, тем не менее, была поставлена под сомнение.
В 1999 году американская экспедиция, финансируемая Национальным географическим обществом, с использованием высокоточного GPS-оборудования определила высоту вершины в 29 035 футов (8850 м) +/− 6,5 футов (2 метра).
В 2005 году китайская экспедиция впервые в мире с помощью радара определила значение высоты скального уровня вершины 8844,43 м, выше которого располагался метровый слой, вероятно, камня и льда, и 3,5-метровый слой снега. Измерения проводили на восходе солнца, когда особенности атмосферы минимально искажают результаты. С принятием этой оценки в качестве высоты горы был не согласен Непал, настаивая на классическом значении 8848 м. В 2010 году стороны пришли к компромиссу — официальная высота Джомолунгмы фиксируется на отметке 8848 м над уровнем моря, а высота твёрдой породы составляет 8844 м, а в декабре 2020 года власти Китая и Непала, наконец, согласовали официальную высоту Джомолунгмы — 8848,86 м, разница в определении которой препятствовала подписанию протокола о границе стран (немаловажную роль в этом споре сыграли учёные, высказавшие мнение, что после Непальского землетрясения она могла уменьшиться).

## Эверест как объект альпинизма

Вид на Джомолунгму с вершины Кала-Патхар

Эверест является высочайшей вершиной Земли, чем привлекает к себе большое внимание альпинистов; попытки восхождений носят регулярный характер.
Подъём на вершину занимает около 2 месяцев — с акклиматизацией и установкой лагерей. Потеря массы за восхождение — в среднем 10—15 кг. Страны, на территории которых находятся подступы к вершине, берут плату не только за восхождение на неё, а также за ряд обязательных услуг (транспорт, офицер связи, переводчик и т. п.). Устанавливается также очерёдность подъёма экспедиций. Дешевле всего взойти на Джомолунгму со стороны Тибета (КНР) по классическому маршруту с севера.

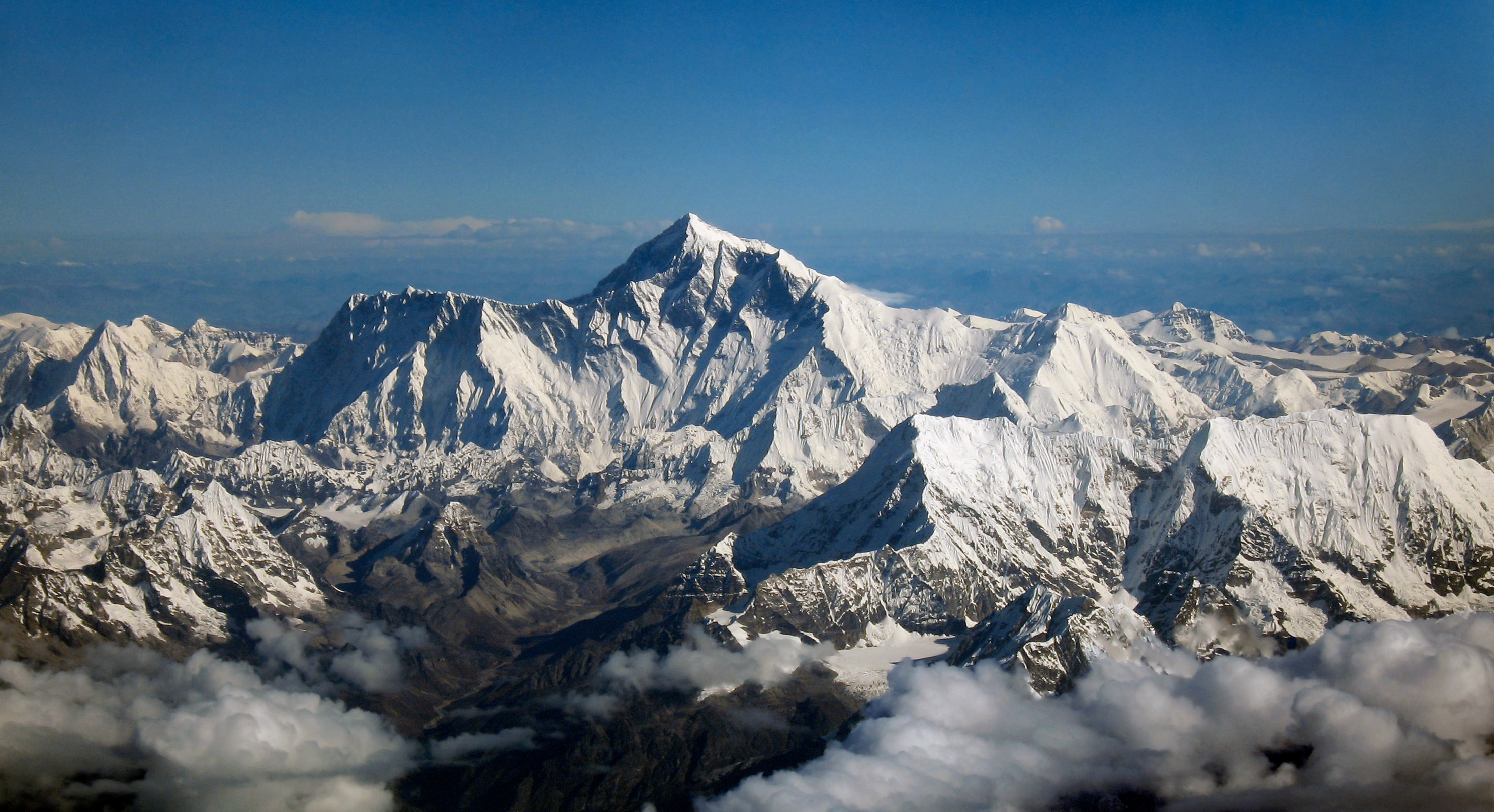
Вид на Эверест с борта самолёта

Основной сезон восхождения на вершину — весна и осень, так как в это время отсутствуют муссоны. Наиболее подходящим сезоном для восхождения по южному и северному склонам считается весна. Осенью можно подниматься только с юга.
Значительная часть восхождений организуется специализированными фирмами и совершается в составе коммерческих групп. Клиенты этих фирм оплачивают услуги гидов, которые проводят необходимое обучение, предоставляют снаряжение и, насколько это возможно, обеспечивают безопасность на всём пути. Стоимость восхождения составляет до 85 тысяч долларов США, причём одно только разрешение на восхождение, выданное правительством Непала, стоит 10 тысяч долларов.
В XXI веке, благодаря развитию туристической инфраструктуры, отмечается значительный рост ежегодных восхождений: так, если в 1983 году вершины достигли 8 человек, в 1990 году — около 40, то в 2012 году только за один день на Эверест поднялось 234 человека. При восхождении отмечены многочасовые пробки и даже драки между альпинистами.
Как считают специалисты, успех экспедиции напрямую зависит от погоды и экипировки путешественников. Восхождение на Джомолунгму продолжает оставаться серьёзным испытанием для каждого, вне зависимости от степени его подготовки. Существенную роль играет акклиматизация перед восхождением на Эверест. Типичная экспедиция с южной стороны тратит до двух недель на подъём из Катманду до базового лагеря на высоте 5364 м, и ещё около месяца уходит на акклиматизацию к высоте, прежде чем совершается первая попытка восхождения на вершину.
Самый сложный участок восхождения на Эверест — последние 300 м, прозванный восходителями на гору «самой длинной милей на Земле». Для успешного прохождения этого участка требуется преодолеть крутейший гладкий каменный склон, покрытый порошеобразным снегом.

### Трудности
Восхождения на Эверест с желанием достичь высшей точки горы отличается исключительной трудностью и опасностью и иногда оканчиваются гибелью как восходителей, так и сопровождающих их носильщиков-шерпов. Указанная трудность обусловлена особо неблагоприятными климатическими условиями верхушечной зоны горы вследствие значительной высоты её положения. В числе возможных неблагоприятных для организма человека климатических факторов: высокая разрежённость атмосферы и, как следствие, крайне низкое содержание кислорода в ней, граничащее со смертельно низким значением; низкие температуры до −50…−60 °C, что в сочетании с временами дующими ураганными ветрами субъективно ощущается человеческим организмом как температура до −100…−120 °C, что способно привести к крайне быстро возникающей температурной травме; немалое значение имеет сильное поступление солнечной радиации на таких высотах. Указанные причины дополняются «стандартными» опасностями альпинизма, присущими и гораздо менее высоким вершинам: сходы лавин, обрыв с крутых склонов, падение в расщелины рельефа.

### История восхождений

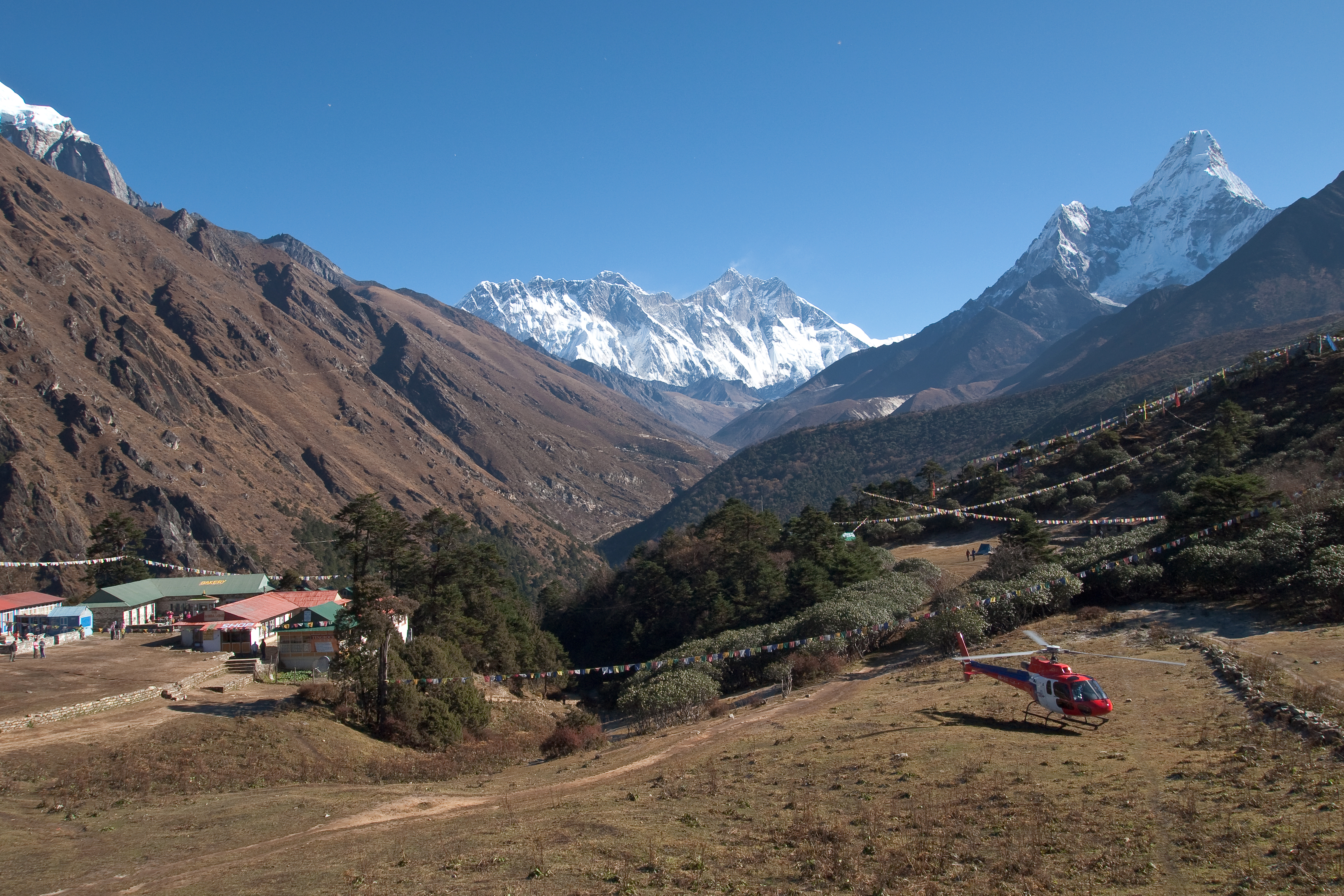
Лхоцзе, Джомолунгма и Ама-Даблам — вид со стороны Тенгбоче

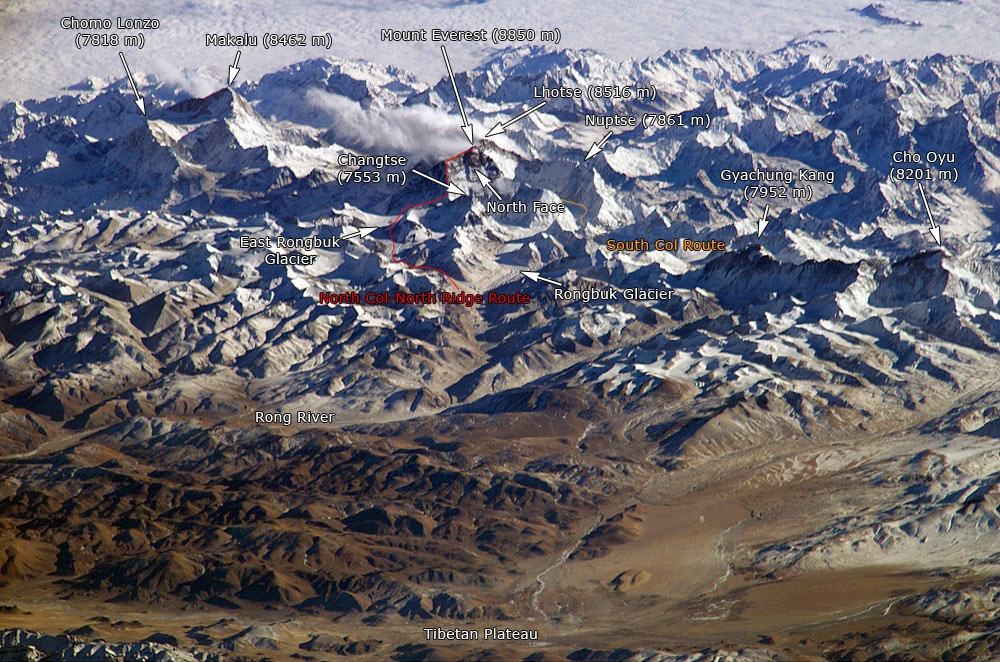
Высочайшие вершины в районе Джомолунгмы

До момента первого восхождения на вершину, которое состоялось в 1953 году, было проведено около 50 экспедиций в Гималаи и Каракорум (на Джомолунгму, Чогори, Канченджангу, Нангапарбат и другие вершины). Их участникам удалось взойти на несколько семитысячников этих горных районов, но ни одна попытка штурма вершин восьмитысячников успеха не имела. Лишь в 1950 году французам удалось взойти на первый восьмитысячник — Аннапурну.
Английские альпинисты добились наибольшего результата при попытках восхождения на Эверест, благодаря применению кислорода. После разведывательной экспедиции 1921 года последовала экспедиция 1922 года, в которой Джордж Финч и Джеффри Брюс достигли высоты 8320 м, впервые использовав кислород. В 1924 году Нортон достиг высоты 8565 м, а Джордж Мэллори и Эндрю Ирвин (как оценил Н. Оделл) — более 8600 м. По некоторым данным, последний раз их видели живыми в 150 метрах от вершины (через бинокль, в разрыве облаков). Существует версия, что они погибли уже при спуске с вершины; и спор о том, достигли они её или нет, продолжается и сегодня. Тело Мэллори было обнаружено в 1999 году, останки Ирвина (предположительно) — в 2024 году Джимми Чином. 
В 1933 году П. Вин-Харрис, Л. Уэйгер и Ф. Смит достигли высоты 8565 м. В 1934 году эксцентрик Морис Уилсон, не имевший специальной альпинистской подготовки и веривший в то, что он будет вознесён на вершину сверхъестественными силами, погиб на высоте около 7 км, хотя впоследствии иногда считалось, что он разбил найденную более поздними экспедициями на высоте 8,5 км палатку. Следующие британские экспедиции были предприняты в 1936 и 1938 годах. В 1947 году канадец Эрл Денман с двумя шерпами смог подняться лишь до 6,7 км.
Участники экспедиций до 1949 года пытались взойти на высочайшую точку планеты с севера, со стороны Тибета, потому что территория Непала до 1948 года была закрыта для европейцев. Первая разведка на Эверест с юга, со стороны Непала, была предпринята англичанами в 1949 году. В 1950 году для европейцев фактически закрылся Тибет.

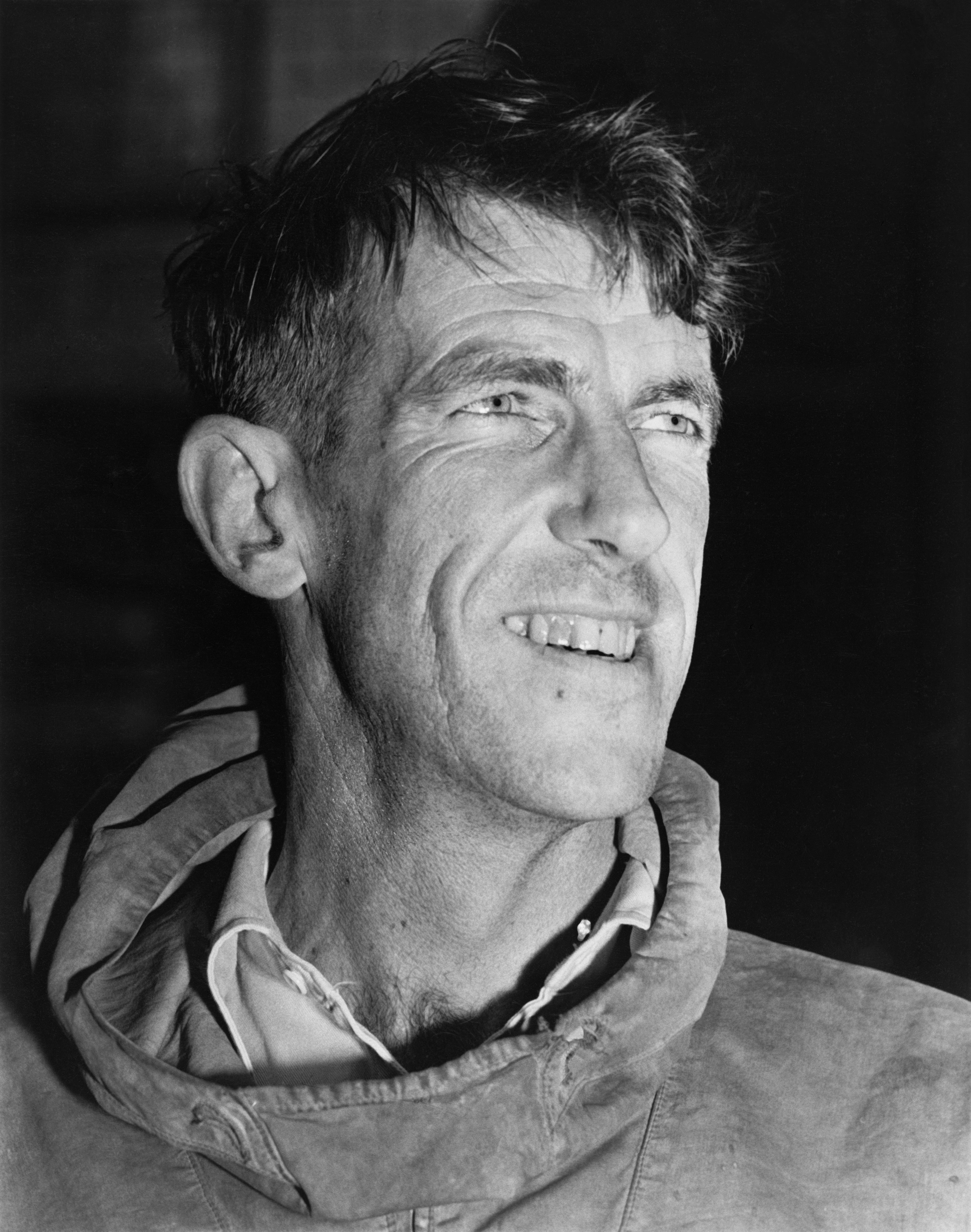
Эдмунд Хиллари в 1953 году

Первое восхождение было совершено 29 мая 1953 года шерпом Тенцингом Норгеем и новозеландцем Эдмундом Хиллари через Южное седло — по пути, разведанному накануне швейцарцами. Восходители пользовались кислородными приборами. В работе экспедиции принимали участие более 30 шерпов.
В последующие годы высочайшую вершину мира покорили альпинисты разных стран мира — США, СССР (Первая советская гималайская экспедиция), КНР, Индии, Японии, Италии и других стран.
25 мая 1960 года в 2 часа 20 минут ночи Эверест впервые покоряет китайская экспедиция в составе Ван Фучжоу, Цюй Иньхуа и тибетца Гоньпо, впервые в мире взойдя по северному склону.
1 мая 1963 года Джим Уиттакер (англ. Jim Whittaker) стал первым американцем, ступившим на вершину Эвереста. Три недели спустя вторая группа из той же американской экспедиции совершила первопрохождение ранее непокоренного Западного ребра Эвереста.

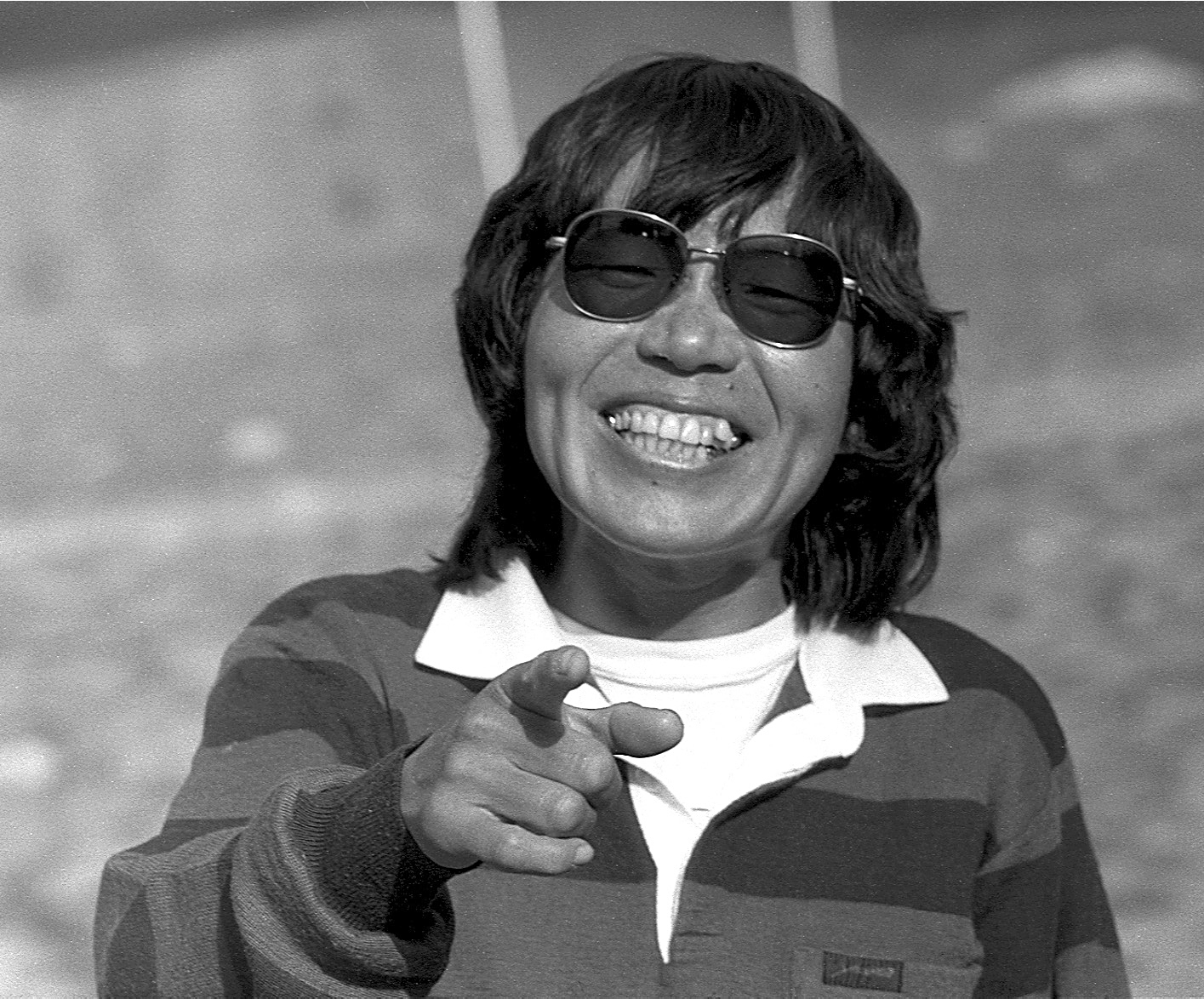
Японка Дзюнко Табэи первой из женщин покорила Джомолунгму

Весной 1975 года Эверест впервые штурмует женская экспедиция. Первой женщиной, покорившей Джомолунгму, стала японская альпинистка Дзюнко Табэи (16 мая 1975 года). Первой европейкой, поднявшейся на вершину, стала полька Ванда Руткевич (1978). Первой советской альпинисткой, достигшей вершины, стала Екатерина Иванова (1990).
24 сентября 1975 года британская экспедиция под руководством Криса Бонингтона впервые прошла юго-западную стену Эвереста. На вершину поднялись Даг Скотт и Дугал Хэстон. Через два дня, 26 сентября Питер Бордман и шерп Петемба (англ. Pertemba) повторили их путь на вершину. Следовавший за ними Мик Берк пропал без вести.
В последующие годы, снова по классическому пути первовосходителей, на Эверест поднимаются альпинисты Великобритании, Непала, США, Южной Кореи, Австрии и ФРГ, причём Райнхольд Месснер и Питер Хабелер достигают вершины, не пользуясь кислородом на протяжении всего штурма. В составе этих экспедиций ещё двум женщинам — польке Ванде Руткевич (1978) и немке Ханнелоре Шмац (погибла при спуске) — удалось покорить Эверест. Французы Ж. Афанасьеф и Н. Жэжэ с 8 км до 6,5 км спустились на лыжах.
Новое слово в покорении вершины удалось сказать полякам под руководством Анджея Завады. Первыми в мире они поднялись на вершину Эвереста зимой. Это восхождение было совершено Лешеком Цихы и Кшиштофом Велицким. Восхождение было осуществлено по юго-восточному гребню при температурах ниже −50 °C в последний день срока действия разрешения местных властей на право штурма вершины. Через несколько месяцев (весной 1980 года) поляки, руководимые тем же А. Завадой, проложили новый маршрут на Эверест. На вершину по южному контрфорсу поднялись Анджей Чок и Ежи Кукучка.

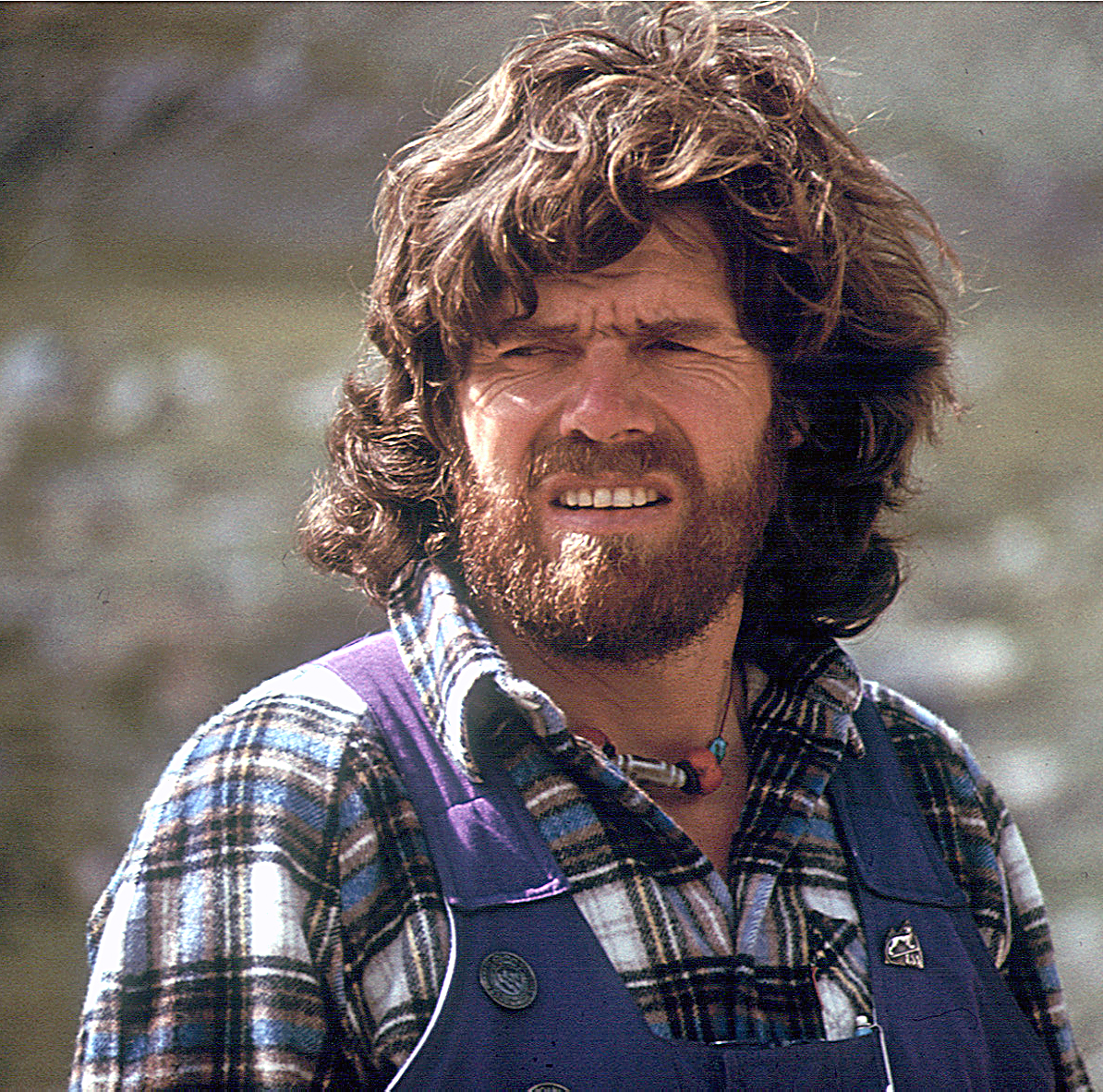
Рейнхольд Месснер (1985)

Как правило, все альпинисты поднимаются на Эверест в кислородных масках. На высоте 8 км воздух разрежённый, и дышать очень трудно. Первыми без кислорода достигли вершины итальянец Рейнхольд Месснер и немец Питер Хабелер в 1978 году.
В 1980 году Рейнхольд Месснер, на этот раз в одиночку, снова поднялся на Эверест и установил сразу несколько рекордов. Месснеру первому удалось покорить вершину в одиночку без кислорода, не прибегая к помощи высотных носильщиков. К тому же он первым решился бросить вызов Эвересту в период муссонов и достиг цели. Кроме того, он преодолел путь от базового лагеря, находящегося на высоте 6,5 км, до вершины по новому варианту пути с Севера всего за 3 дня.
В мае 1982 года 11 участников советской экспедиции альпинистов покорили Эверест, поднявшись по считавшемуся ранее непроходимым юго-западному склону, причём 2 восхождения были совершены ночью. До этого ни один из альпинистов, входивших в состав экспедиции, не поднимался выше 7,6 км. Руководитель экспедиции Евгений Тамм (сын лауреата Нобелевской премии по физике Игоря Тамма), старший тренер Анатолий Овчинников, тренер Борис Романов, капитаны штурмовых четвёрок — Валентин Иванов, Ерванд Ильинский, Эдуард Мысловский. Советская экспедиция была 25-й, достигшей вершины. Первыми на вершину поднялись Владимир Балыбердин и Эдуард Мысловский. Балыбердин взошёл на вершину без кислородного аппарата. Впервые ночью Сергей Бершов поднялся на вершину Джомолунгмы 4 мая 1982 года в связке с Михаилом Туркевичем. 5 мая совершили восхождение Валентин Иванов и Сергей Ефимов. В ночь с 8 на 9 мая поднялись на вершину Казбек Валиев, Валерий Хрищатый, а 9 мая — Валерий Хомутов, Владимир Пучков и Юрий Голодов.
Маршрут восхождения был проложен по юго-западной стене горы и считается одним из самых сложных в истории штурма Джомолунгмы. Сборник очерков об этом восхождении написал советский журналист Юрий Рост.
В 1984 году впервые на вершину Эвереста поднялись австралийцы. Команда из пяти человек проложила новый маршрут под названием White Limbo по Северной стене. При этом они не пользовались кислородными баллонами и помощью шерпов, проведя восхождение в альпийском стиле.

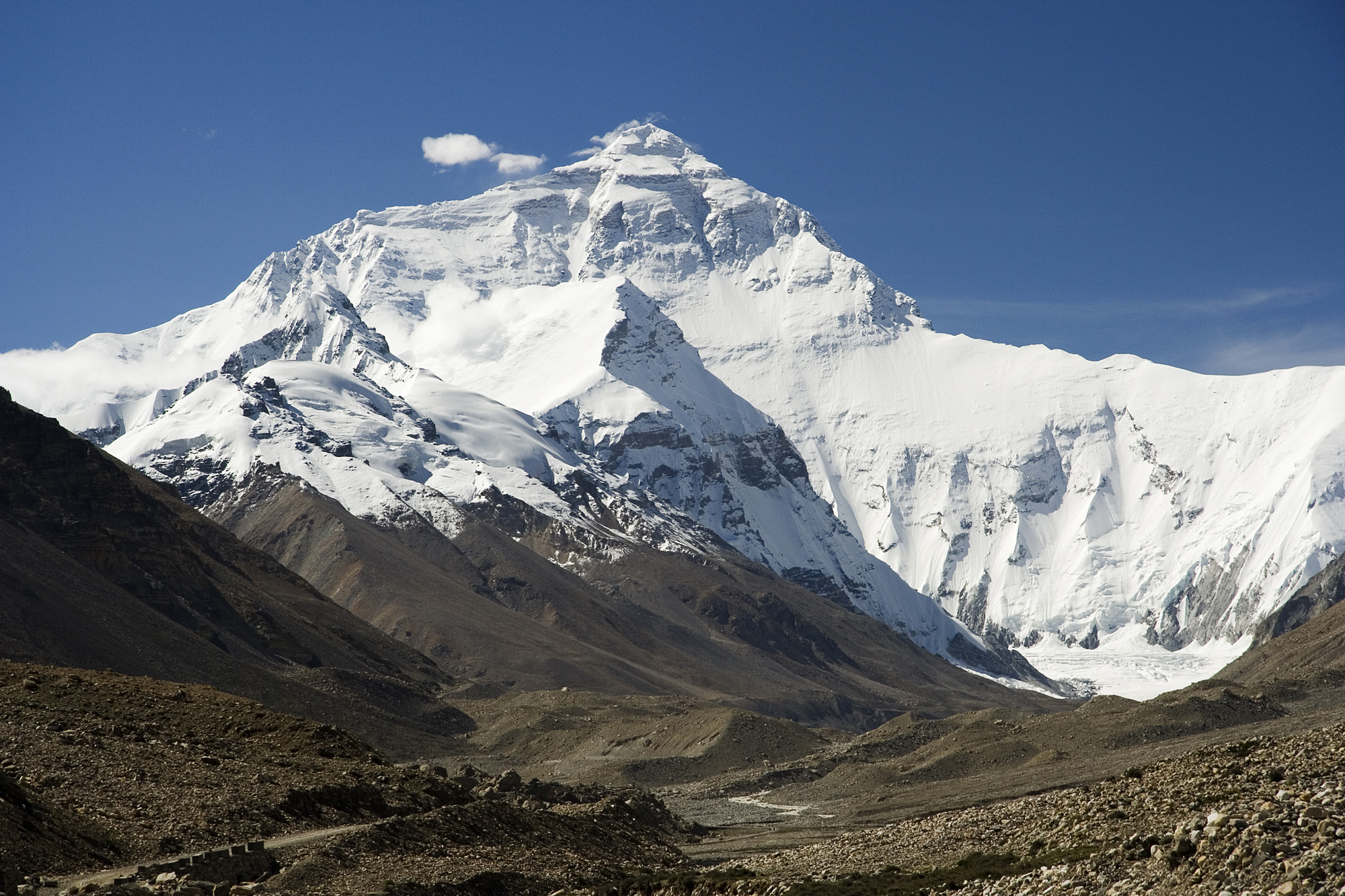
Вид северной стены Джомолунгмы с тропы, ведущей в базовый лагерь

В 1988 году новозеландка Лидия Брэйди стала первой женщиной, достигнувшей вершины Эвереста без кислородного прибора.
Весной-летом 2004 года российские альпинисты прошли по самому сложному маршруту к вершине — по центру Северной стены. Эта крупнейшая в масштабах России экспедиция стала четвёртым по величине событием в истории отечественного альпинизма — после восхождений на Эверест в 1982 году, траверса Канченджанги в 1989 году и первопрохождения Южной стены Лхоцзе в 1990 году. В команду вошли лучшие альпинисты под руководством москвича Виктора Козлова — всего 20 человек из Москвы, Тольятти, Сочи, Красноярска, Новокузнецка, Подольска, Екатеринбурга, Ростова-на-Дону, Новосибирска и Кирова.

### Рекорды
- В 1996 году шерп Анг Рита побывал на вершине 10 раз без кислородных баллонов[45]. Спустя 4 года его рекорд побил другой шерп Аппа, достигший вершины в 11-й раз[45]. А всего Аппа Тенцинг побывал на вершине Эвереста 21 раз (по состоянию на май 2011 года).
- В 1999 году шерп Бабу Шири провёл на вершине 21 час, и это при том, что уже на высоте 7925 м начинается мёртвая зона — в воздухе содержится всего треть того количества кислорода, которое присутствует в атмосфере на уровне моря[46].
- В мае 2001 года. www.everestnews.com. Дата обращения: 12 октября 2022.[47] французский сноубордист Марко Сиффреди[48] первым спустился с вершины Эвереста на сноуборде со стороны Кулуара Нортона. Спуск до базового лагеря занял 2,5 часа. Через год, осенью, Марко совершил второе восхождение на Эверест, чтобы спуститься вниз на сноуборде по Кулуару Хорнбайна. После восхождения сноубордист в одиночку начал спуск по Кулуару Хорнбайна, и больше его никто не видел[49].
- В 2001 году удивительное восхождение на Эверест совершил незрячий американец Эрик Вейхенмайер. К тому моменту он уже покорил все самые высокие горные пики на всех континентах. «Поднявшись на семь самых высоких гор семи частей света, я надеялся показать людям, что цели, которые могут казаться недосягаемыми, на самом деле вполне достижимы», — сказал в своём заявлении Вейхенмайер[46].
- 21 мая 2004 года Пемба Дордже установил рекорд скоростного восхождения на Эверест: 8 часов 10 минут от базового лагеря возле ледника Кхумбу[50].
- 22 мая 2010 года вершину покорил 13-летний американец Джордан Ромеро[51], совершивший восхождение вместе с отцом. До этого рекорд принадлежал 15-летней Мин Кипа Шерпа[52].
- В мае 2011 года непальский духовный учитель Бхакта Кумар Райбыл установил новый рекорд по продолжительности нахождения на вершине — 32 часа[53].
- 12 и 19 мая 2012 года жительница Непала по имени Чхурим (Chhurim) поставила рекорд, дважды за неделю зайдя на Эверест[54].
- 23 мая 2013 года 80-летний японец Юитиро Миура, завершив восхождение, стал самым пожилым человеком, покорившим вершину Эвереста[55]. До этого рекорд принадлежал 76-летнему непальцу по имени Мин Бахадур Шерхан[56].
- 24 мая 2014 года вершину покорила индийская девочка Пурна Малаватх (13 лет, 11 месяцев). Восхождение прошло с Северной стороны по стандартному маршруту с использованием кислородных баллонов и помощи шерпов. Пурна стала самой юной женщиной в истории восхождений на Эверест[57].
- 25 мая 2014 года на вершину Эвереста по стандартному маршруту с северной стороны взошёл 72-летний американский альпинист Билл Берк (англ. Bill Burke). Ранее, 23 мая 2009 года, Билл уже поднимался на Эверест в возрасте 67 лет (восхождение проходило по стандартному маршруту с южной стороны). Таким образом, Берк — самый старый альпинист, который взошёл на Эверест с двух его сторон (восхождения проводились в возрасте более 65 лет)[58].
- 21 мая 2019 года непальский альпинист Ками Рита Шерпа (англ. Kami Rita Sherpa) установил мировой рекорд по количеству успешных восхождений на вершину — 24 раза (23 раза он поднимался с южной, непальской стороны и 1 раз с северной, тибетской). Восхождения были совершены в период с 1994 по 2019 годы[59]. 13 мая 2024 года он в очередной раз обновил свой мировой рекорд, совершив восхождение в 29-й раз. Девять дней спустя, 22 мая 2024 года, Ками поднялся на высочайшую вершину в юбилейный, 30-й раз.
- 22 мая 2019 года Нирмал Пурджа установил рекорд, пройдя траверс Эверест—Лхоцзе (со спуском в 3-й высотный лагерь) за 10 часов 15 минут (на Эвересте он был в 5:30 утра, на Лхоцзе — в 15:45). Несколько дней спустя, 27 мая шерпа Мингма Дорчи прошёл тот же маршрут за 6 часов 1 минуту (на Эвересте он был в 0:44 ночи, на Лхоцзе — в 6:45)[60].
- В мае 2013 года англичанин Кентон Кул[англ.] стал первым (и пока единственным), кто сделал «Тройную корону» — восхождение на Эверест, Лхоцзе и Нупцзе в рамках одной экспедиции[61].

### Статистика
К вершине проложено два классических маршрута: южный (со стороны Непала, 5А) и более сложный северный (со стороны Тибета, 5Б), а также около 20 нестандартных маршрутов, относящихся уже к высотно-техническому альпинизму. Отдельную сложность составляет полный (без спуска в высотный лагерь) траверс Эверест—Лхоцзе, пока не пройденный никем из альпинистов (попытки делались Симоне Моро в паре с Анатолием Букреевым, затем с Денисом Урубко; Ули Штек погиб на Нупцзе, готовясь к траверсу).
По данным Гималайской базы данных, по состоянию на конец 2017 года на вершину Джомолунгмы совершено 8306 восхождений, из числа впервые поднявшихся — 4833 человека (остальные восхождения повторные). Из этого числа 5280 восхождений совершено с южной (Непальской) стороны, остальные с северной (Тибетско-Китайской), и лишь 265 (197 альпинистов и 68 шерп) — по нестандартным маршрутам (многие из которых ни разу не были повторены).
Число погибших на 4 декабря 2017 года составляет 288 человек (173 альпиниста и 115 шерп). 181 человек погиб при восхождении с юга, остальные — с севера.
По данным на начало июня 2018 года, число поднявшихся на вершину мира увеличилось на 715 человек (476 с юга и 239 с севера). Список погибших также увеличился (на 5 человек).
Весной 2019 года власти Непала выдали рекордное количество лицензий на подъём — 381 штуку. 22 мая 2019 года более 200 человек пытались взойти на гору, из-за большого количества людей возникла очередь. Людям пришлось ждать около 12 часов, чтобы подняться выше. Многие альпинисты были сильно измотаны и обморожены, в результате 10 участников группы погибли.
Восхождения по годам:
- 2023 — 656[68]
- 2024 — 839[2]

### Случаи массовой гибели

#### Май 1996 года
В ночь с 10 на 11 мая 1996 года во время спуска с вершины погибли пятеро участников коммерческих экспедиций компаний «Консультанты по приключениям» Роба Холла, включая его самого, Скотта Фишера, — руководителя коммерческой экспедиции компании «Горное безумие», а также троих восходителей из Индийской национальной экспедиции, организованной Индо-Тибетской пограничной службой (англ. Indo-Tibet Border Police). Ещё двое альпинистов, совершавших в тот день восхождение, получили серьёзные обморожения. По числу жертв майская трагедия стала самой крупной с 1922 года, когда в лавине, сошедшей с Северного седла, погибли семеро носильщиков британской экспедиции на Джомолунгму Чарльза Брюса.
Трагедия получила широкую огласку в средствах массовой информации и вызвала полемику по самому широкому спектру вопросов, касающихся как организации коммерческих восхождений в целом, так и частных вопросов высотного альпинизма (использования кислорода, высокогорной этики). Несмотря на то, что авария наглядно продемонстрировала несовершенство (на тот момент) организаций коммерческих экспедиций, их число только выросло.
Многие из непосредственных участников-свидетелей этого драматического восхождения позже опубликовали книги, в которых изложили собственное видение причин и обстоятельств, приведших к аварии, наиболее известными из которых стали бестселлер «В разрежённом воздухе» Джона Кракауэра, — клиента Роба Холла (1997), и книга Анатолия Букреева, — гида «Горного безумия», «Восхождение» (1997). Трагедия на северном маршруте частично описана в книге Мэтта Дикинсона «Другая сторона Эвереста» (2000). Наиболее полное описание действий индийской группы изложил в своей статье заместитель её руководителя.

#### Сход лавины в апреле 2014 года
18 апреля 2014 года, в результате схода лавины на высоте примерно 5800 метров (чуть ниже первого высотного лагеря), на склоне Джомолунгмы погибли как минимум 13 шерпов-проводников. 21 апреля поисково-спасательная операция была прекращена. По официальным данным правительства Непала, в лавине 13 человек погибли, 3 человека пропали без вести (они также считаются погибшими).

### Тела погибших
Тела погибших на высоких участках зачастую остаются неубранными из-за трудностей, связанных с их эвакуацией. На некоторых участках восходители вынуждены переступать через мёртвые тела, некоторые из которых даже служат своеобразными ориентирами. Так, тело индийского альпиниста Цеванга Палжора, погибшего в 1996 году, отмечает высоту в 8500 метров и даже имеет своё название — «Зелёные ботинки» (по ярко-зелёной обуви погибшего).
В целом, существует мнение, что усыпанные трупами склоны Эвереста стали всё больше напоминать кладбище.

### Горнолыжные спуски
- Первая попытка спуститься с вершины посредством горных лыж была предпринята в 1969 году японцем Миура. Она закончилась не так, как он планировал; Миура чуть не свалился в пропасть, но чудом сумел спастись и остался жив.
- В 1992 году по склону Эвереста на лыжах спустился французский лыжник Пьер Тардевель. Он съехал с южной вершины, расположенной на высоте 8571 м, и преодолел 3 км за 3 часа. Через 4 года итальянский лыжник Ханс Каммерландер спустился с высоты 6400 м по северному склону. Он был у подножия через 17 часов.
- В 1998 году француз Кирил Десремо совершил первый спуск с вершины на сноуборде.
- В 2000 году словенец Даво Карничар съехал с Джомолунгмы на горных лыжах[46].
- В 2001 году французский сноубордист Марко Сиффреди спустился с вершины по кулуару Нортона. В следующем году он пропал при спуске с кулуара Хорнбейна[англ.].

## Коммерциализация
До начала 1990-х годов в экспедиции на гималайские восьмитысячники ходили опытные альпинисты. Они сами оплачивали связанные с восхождением высокие расходы, находя спонсоров или получая государственное финансирование. Некоторые альпинисты, как американец Скотт Фишер в 1980-е годы, для покрытия своих расходов стали одновременно организовывать платные туристические походы до базовых лагерей. Поднявшиеся в 1990 году на Эверест Роб Холл и Гэри Болл пошли ещё дальше, предложив клиентам своей туристической компании подъём уже собственно на Эверест. В 1991 году в Южный базовый лагерь Эвереста прибыло 20 экспедиций, в 1992 — 24, в 1993 — 19. Чтобы минимизировать риски при таком количестве команд на горе, в начале 1994 года министерство туризма Непала объявило новую стратегию: «Один маршрут — одна экспедиция», при этом, чтобы не потерять доход в казну, цена разрешения поднялась с 10 тысяч долларов за всю экспедицию до 10 тысяч долларов за каждого участника. Таким образом, альпинисты, вместо того, чтобы собирать профессиональных участников, отныне были вынуждены привлекать в команду платных клиентов — врачей, адвокатов, бизнесменов, которые благодаря своим высоким доходам в совокупности могли покрыть общую стоимость экспедиции. Постепенно, уже к концу 1990-х кардинально изменились функции носильщиков-шерпов: если раньше они только поднимали грузы и помогали устанавливать базовый лагерь, теперь они начали прокладывать тропу, провешивать перила и верёвки, ставить палатки в верхних лагерях, следить за состоянием маршрута; появилась специализированная команда шерпов Icefall Doctors, которая занимается исключительно прокладыванием и поддерживанием пути через ледопад. Перенимая навыки профессиональных альпинистов и горных спасателей, шерпы стали максимально облегчать путь клиентов. Одновременно сильно улучшилась, став более лёгкой, надёжной и качественной, экипировка (появились стельки с подогревом и т. п.). Очень быстро Эверест из горы для самых сильных альпинистов превратился в гору, на которую, при наличии средств, может подняться каждый. Следующее повышение стоимости сбора принесло ещё больше доходов, но количество желающих взойти на Эверест не убавилось. Популярность горы привела к таким явлениям, как пробки на всех участках маршрута, когда люди вынуждены подолгу стоять у перил и ждать своей очереди на проход.
С ростом уровня коммерции участились конфликты между шерпами и профессиональными альпинистами, желающими подняться своими силами (в альпийском стиле, без использования кислорода), так как альпинисты-одиночки не приносят шерпам доход и при этом потенциально могут пользоваться результатом их труда. Так, Райнхольд Месснер упоминает случай, когда шерпы напали на альпиниста Ули Штека и избили его.

## Полёты над вершиной
- 3 апреля 1933 года два биплана, управляемые британскими пилотами маркизом Клайдсдейлом и Дэвидом Макинтайром (англ. David MacIntyre), совершили первый полёт над вершиной.
- В 2001 году супружеская пара из Франции, Бертран и Клер Бернье, слетела вниз с вершины на параплане‑тандеме[46].
- В мае 2004 года итальянец Анджело Д’Арриго впервые в истории авиации совершил полёт на дельтаплане над вершиной высочайшей горы Земли[77].
- 14 мая 2005 года лётчик-испытатель фирмы «Eurocopter» Дидье Дельсаль (фр. Didier Delsalle) успешно посадил вертолёт Eurocopter AS 350 Ecureuil на вершину горы. Это был первый случай подобной посадки[78].
- В 2008 году две парашютистки, Венди Смит и Холли Бадж, и парашютист Нейл Джонс приземлились на вершину, выпрыгнув с самолёта, летящего на высоте чуть менее 9 км (на 142 м выше самой верхней точки горы)[79].
- 21 мая 2011 года непальцы Сано Бабу и Лапка Шерпа, взойдя на Эверест, стартовали на тандемном параплане и пролетели на высоте 30 м над вершиной, установив мировой рекорд высоты полёта на этом типе летательного аппарата[80][81].

## Связь
С 2007 года китайская компания «China Mobile» предоставляет спутниковую связь, но она пока неустойчивая и не позволяет проводить видеоконференции.
29 октября 2010 года оператор мобильной связи «Ncell» («TeliaSonera Group») установил в Непале антенны на высоте 5164 м. На Эвересте появился высокоскоростной Интернет, охватывающий вершину горы. При помощи Интернета информацию в глобальную сеть передаёт веб-камера Джомолунгмы, установленная в 2011 году итальянскими учёными и являющаяся (на 2014 год) самой высокой веб-камерой в мире.

## Экологическая ситуация
Согласно наблюдениям, за последние 90 лет отмечается быстрое таяние ледников как в районе Эвереста, так и в целом в Гималаях.

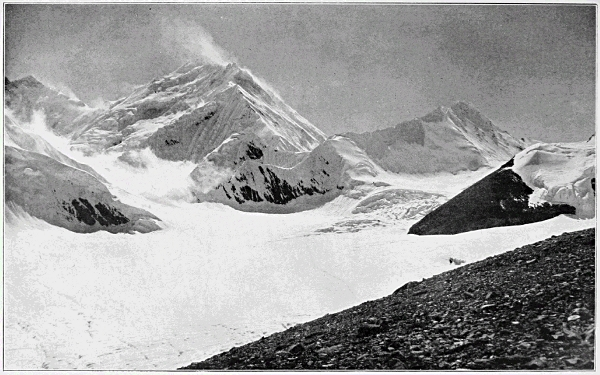
Джомолунгма, вид из лагеря на высоте 6200 м над уровнем моря. Ветер сдувает снег с горы. Фото 1921 года

Число туристов, посещавших гору со стороны Непала в 2000—2003 годах, исчислялось сотнями тысяч. Объём мусора, накопившегося на склонах горы, настолько велик, что Эверест называют «самой высокогорной свалкой в мире».
В 2007 году только китайский участок самой высокой вершины нашей планеты посетили 40 тысяч туристов. По подсчётам экологов, после них осталось 120 тонн мусора — в среднем, по 3 кг на каждого. Непальская авиакомпания «Yeti Airlines» собрала 17 тонн мусора в окрестностях деревни Лукла, которая является перевалочным пунктом для альпинистов, идущих к основному лагерю на Эвересте. Для того, чтобы убрать такое количество пивных бутылок, пластиковых пакетов, алюминиевых банок, кислородных баллонов, верёвок и сломанных лестниц, потребовалось около 2 месяцев.
В мае 2008 года силами Тибетского автономного регионального бюро по защите окружающей среды в регионе было собрано 8 тонн отходов, а в 2019 году — 11 тонн.
Также весьма актуален вопрос захоронения тел погибших альпинистов, особенно для местных жителей — шерпов.
С 2014 года постановлением Министерства туризма и гражданской авиации Непала было принято решение о том, что каждый альпинист, поднимающийся на Эверест, по возвращении должен вынести со склона горы не менее 8 килограммов мусора.

## В искусстве
Кинематограф
- «Крылья над Эверестом[англ.]» — премия «Оскар» (1936) за лучший игровой короткометражный новаторский фильм.
- «Человек, который спустился на лыжах с Эвереста[англ.]» — премия «Оскар» (1976) за лучший документальный полнометражный фильм.
- «Самая дикая мечта[англ.]» — премия за лучший приключенческий фильм на Boulder International Film Festival
- «Эверест» (2015) — фильм исландского режиссёра Балтазара Кормакура. В основе фильма лежат реальные события 1996 года. Номинирован на премии за операторскую работу, визуальные эффекты и за работу каскадёров.

Музыка
- «Эверест» — песня советской рок-группы «Земляне» с магнитоальбома «Путь домой» 1984 года.